# Rhodoneura opalinula
Rhodoneura opalinula is een vlinder uit de familie venstervlekjes (Thyrididae). De wetenschappelijke naam van deze soort is voor het eerst geldig gepubliceerd in 1879 door Mabille.
De soort komt voor in tropisch Afrika.